# Rueyres (Vaud)
Rueyres es una comuna de Suiza perteneciente al distrito de Gros-de-Vaud del cantón de Vaud.
En 2018 tenía una población de 255 habitantes.
Se conoce la existencia de la localidad en documentos desde 1177, cuando se menciona con el topónimo Rueria, que deriva del latín Roboretum, que significa "robledal". En la Edad Media pertenecía al señorío de Bercher, pasando en 1536 a formar parte de la bailía de Yverdon.
Se ubica a orillas de los ríos Sauteru y Foirause, unos 5 km al sureste de Yverdon-les-Bains.